# Gare de Nieppe
Gare de Nieppe vasútállomás Franciaországban, Nieppe településen.

## Vasútvonalak
Az állomást az alábbi vasútvonalak érintik:
- Lille–Fontinettes-vasútvonal

## Kapcsolódó állomások
A vasútállomáshoz az alábbi állomások vannak a legközelebb:
- Gare d’Armentières
- Gare de Steenwerck